# Bernard Raspaud
Pour les articles homonymes, voir Raspaud.
 (avril 2021).
Si vous disposez d'ouvrages ou d'articles de référence ou si vous connaissez des sites web de qualité traitant du thème abordé ici, merci de compléter l'article en donnant les références utiles à sa vérifiabilité et en les liant à la section « Notes et références ».
Bernard Raspaud, né le 21 février 1942 à Toulouse (France), est un ingénieur français.

## Biographie
Jean Bernard Raspaud, dit Bernard Raspaud est diplômé de l'Université et du Centre des hautes études de la construction (CHEC). Il a commencé sa carrière au ministère de l'Équipement, dans l'administration des Ponts et Chaussées, dans le département la Seine-Saint-Denis.
En 1972, après avoir rejoint le groupe Bouygues, il dirige les études de nombreux ponts, tunnels ou grands ouvrages : entre autres, en 1982, les ponts et les couvertures de Roissy 2 sur l'aéroport de Paris-Charles-de-Gaulle[source insuffisante], en 1983, le viaduc de Bubiyan[source insuffisante] au Koweït; en 1984, la ligne de chemin de fer Jijel-Ramdane Djamel en Algérie ; en 1985, la Grande Arche de la Défense ; en 1988, l'autoroute A14 en banlieue parisienne ; en 1989, le Pont de Normandie ; en 1990, le viaduc de Kwun-Tong à Hongkong.
Lorsqu'il termina sa carrière chez Bouygues en 2002, il supervisait la direction scientifique du Groupe Bouygues (qui s'est illustrée par le développement, avec Lafarge, du Ductal, un béton fibré à ultra-hautes performances), la direction technique Travaux publics et la direction de la Qualité.
De 1993 à 1998 le ministre de l'Équipement (Bernard Bosson) et le ministre de l'Enseignement supérieur et de la Recherche (François Fillon), lui ont demandé de siéger au CORGEC, le Conseil d’orientation de la recherche en Génie civil.
De 1993 à 2001, il a été vice-président de l'Association internationale des ponts et charpentes (en) (IABSE). En 2009, il a été nommé Honorary Member de l’IABSE,.
De 2003 à 2016, il s'implique dans les actions de recherche au niveau européen (il préside la Commission Innovation de la European Construction Industry Federation (FIEC)), et dans la normalisation où en tant que président de la Commission générale de normalisation du génie civil, il engage la refonte du système français de normalisation du génie civil. 
De 2010 à 2016 il est membre du comité d'éthique d'AFNOR et en 2015 il prend la présidence du comité d'audit et d’évaluation auprès d'AFNOR, chargé d'évaluer pour le compte du ministère de l’Économie de l'Industrie et du numérique, le Système français de normalisation. Cette mission s'est achevée en juin 2020.

## Récompenses
Membre d'honneur du chapitre de Paris de American Concrete Institute (en).
Membre d'honneur de l'Association française de génie civil.
Le 9 septembre 2009, il reçoit l'« Honorary Membership » de l'IABSE lors du symposium de Bangkok.

### Décorations
- Chevalier de la Légion d'honneur[6]